# Werner von Spörcken

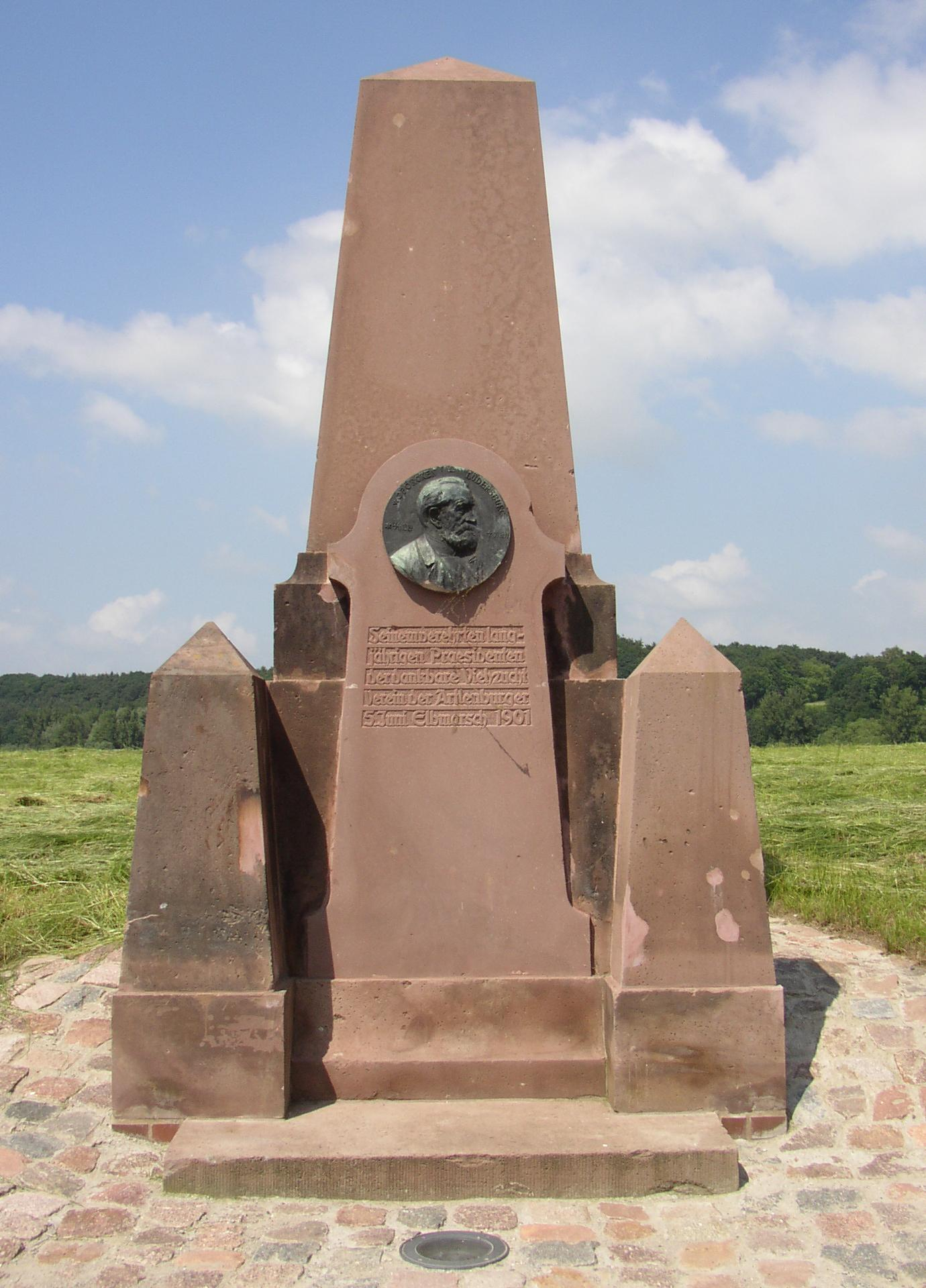
Denkmalgeschützter Obelisk auf dem Elbdeich in Artlenburg, gewidmet „Seinem verehrten langjährigen Präsidenten, der dankbare Viehzucht-Verein der Artlenburger, 5. Juni Elbmarsch 1901“

Werner von Spörcken (geboren 28. November 1824 in Celle; gestorben 14. Januar 1899 in Lüdersburg) war ein deutscher Gutsbesitzer und Landwirt. Er gründete den Artlenburger Viehzuchtverein, den er langjährig als Vorsitzender leitete.

## Leben
Werner von Spörcken wurde zur Zeit des Königreichs Hannover als Sohn des in Celle tätigen Oberlandstallmeisters August von Spörcken geboren, der von 1816 bis 1839 das Celler Landgestüt leitete. Als dieser 1839 in die Residenzstadt Hannover zur Leitung des hannoverschen Marstalls berufen wurde, erhielt Werner von Spörcken im Alter von 16 Jahren dort eine Anstellung als Stalljunker.
Nach etwa 5 Jahren im königlichen Marstall zu Hannover besuchte von Spörcken die Universität Hohenheim, um dort Landwirtschaft zu studieren.
1848 übernahm er die Leitung des Familienguts in Molzen. Nach dem Tod seines Vaters 1853 siedelte er nach Lüdersburg über. Rund zwei Jahrzehnte später, nach dem Tod seines Onkels und Oberlandstallmeisters von Spörcken, trat er 1871 in den Besitz der von Spörcken'schen Fideikommiss-Güter Lüdersburg, Horndorf und Molzen.
Unter von Spörckens Leitung wurde 1883 das Artlenburger Herdbuch für Rindvieh gegründet, wodurch die Rinderzucht des Artlenburger Viehzucht-Vereins wesentlich gefördert wurde. In der Folge wurden jährliche Rindvieh-Auktionen in Lüneburg durchgeführt, die später verbessert und vergrößert in Winsen an der Luhe fortgeführt wurden.
In Anerkennung seiner Verdienste um die Landwirtschaft wurde von Spörcken 1888 der Königliche Kronen-Orden II. Klasse verliehen.
Nach von Spörckens Tod stifteten die Mitglieder des Artlenburger Viehzucht-Vereins ein Denkmal, das im Flecken Artlenburg nahe dem Ufer der Elbe aufgestellt wurde. Der Obelisk trägt in einem Medaillon das Bildnis von Spörckens.